# Narmada
A Narmada vagy ritkábban Nerbudda (hindi: नर्मदा) India egyik fő folyója. A Gangesz és a Jamuna után a legszentebb folyónak tartják az országban.
Az Amarkantak-fennsíkon ered (Madhja Prades, India), majd nyugat felé haladva, Madhja Prades, Mahárástra és Gudzsarát államokon átfolyva, kb. 1315 km megtétele után, Szúrattól északra ömlik az Arab-tengerbe.
Nagyobb városok, amelyeket érint: Dzsabalpur, Hoshangabad, Bharuch.
Gátak a folyón: Bargi, Indirasagar, Sardar Sarovar.

## Mellékfolyók
- Bal oldal: Burhner, Banjar, Sher, Shakkar, Dudhi, Tawa, Ganjal, Chhota Tawa, Kundi, Goi, Karjan
- Jobb oldal: Hiran, Tendoni, Choral, Kolar, Man, Uri, Hatni, Orsang

## Fordítás
- Ez a szócikk részben vagy egészben  a   Narmada River című angol Wikipédia-szócikk fordításán alapul.  Az eredeti cikk szerkesztőit annak laptörténete sorolja fel. Ez a jelzés csupán a megfogalmazás eredetét és a szerzői jogokat jelzi, nem szolgál a cikkben szereplő információk forrásmegjelöléseként.